# キューバ侵攻 (1741年)
キューバ侵攻（キューバしんこう、英語: Invasion of Cuba）はジェンキンスの耳の戦争中の1741年8月4日/5日から12月9日まで行われた戦闘。イギリスのエドワード・ヴァーノン提督率いる艦隊とトマス・ウェントワース少将率いる陸軍はキューバ沖に到着、カンバーランド湾に上陸して橋頭堡を築いた。大した抵抗を受けなかったにもかかわらず、2人ともサンティアーゴ・デ・クーバへの進軍の用意ができていないと考えた。結局、イギリス軍は数か月間行動を起こさず、ゲリラと疫病に悩まされたため撤退した。

## 背景
ヴァーノンは1741年のカルタヘナ・デ・インディアスの海戦でカルタヘナを占領しようとしたが失敗した。彼の軍勢はすでに病気で弱まっており、士気も低かったが、彼はキューバ島の侵攻を決定した。キューバ島の南部と東部は人口が少なく、首都のハバナからも遠かったため入植が可能であると考えたのだった。

## ヴァーノンの遠征隊
ヴァーノンの遠征隊の中、陸軍はカルタヘナでの敗残兵であるイギリスと北米植民地軍3千とジャマイカの黒人1千だった。海軍は旗艦のボイン、カンバーランド、グラフトン、ケント、モンタギュー、ティルベリー、ウスター、チェスター、タイガー、20門艦エクスペリメント（Experiment）、20門艦シーアネス（Sheerness）、20門艦ショアハム（Shoreham）、臼砲艦アルダニー（Alderney）、火船フェートン（Phaeton）、火船ストロムボロ（Strombolo）、スループのボネッタ（Bonetta）、スループのトライトン（Tryton）、病院船プリンセス・ロイヤル（Princess Royal）、病院船スカーバラ、テンダーボートのポンペイ（Pompey）、そして陸軍を載せた輸送船40隻だった。
遠征軍はポート・ロイヤルを発ち、サンティアーゴ・デ・クーバを占領しようとした。

## 戦闘
8月4日から5日にかけての夜、イギリス正規軍とジャマイカからの黒人軍1千はグアンタナモ湾の砂浜3か所に上陸した。抵抗を受けなかったため、上陸軍は行軍をはじめ、ラ・カタリナ（La Catalina）の集落に向かおうとしたが、3日後に目的地まで残り105キロメートルのところで指揮官のトマス・ウェントワース少将が心細くなって進軍を遅くした。
サンティアーゴ総督フランシスコ・カヒガル・デ・ラ・ベガ、駐留軍の指揮官カルロス・リバ・アゲロ（Carlos Riva Agüero）、現地の民兵隊の指揮官ペドロ・ゲレーロ（Pedro Guerrero）は正規軍350と民兵600しかなかったため撤退した。しかし、イギリス軍は疲れと疫病により動けず、4か月間も行軍を再開しなかった。その間にもスペインはゲリラ活動を続けた。ヴァーノンはウェントワースが行動を起こさないことに怒ったが、艦隊を危険に晒したくなかったため、艦隊に巡航を命じるに留まった。疫病に悩まされる兵士の数がだんだんと増えてしまったため（12月5日までに2,260人が熱病をおこした）上陸軍は撤退して乗船、12月9日の夜明けに出航して10日後にポート・ロイヤルに到着した。

## その後
ヴァーノン提督の遠征は多くの損害を出したが何の成果も出せず、彼の名声は地に落ちた。ヴァーノンは1742年に帰国を余儀なくされた。